# The Legend of Zelda: Tri Force Heroes
The Legend of Zelda: Tri Force Heroes is een actie-avonturenspel ontwikkeld door Grezzo in samenwerking met Nintendo EPD en uitgegeven door Nintendo. Het spel verscheen op 23 oktober 2015 voor de Nintendo 3DS. Dit is het na A Link Between Worlds het tweede originele The Legend of Zelda-spel voor de Nintendo 3DS en na Four Swords en Four Swords Adventures het derde spel in de franchise waarin de multiplayer centraal staat. In tegenstelling tot de vorige twee delen ligt de nadruk niet op competitie, maar op samenwerking. 

## Verhaal
Link arriveert in het modieuze koninkrijk Hytopia dat zich midden in een crisis bevindt: prinses Styla is vervloekt door The Lady (een heks uit het saaie, kleurloze Drablands) tot het dragen van een bruine jumpsuit. Haar vader, Koning Tuft, roept omliggende koninkrijken op om hun helden te sturen, omdat alleen uitverkorenen Drablands kunnen betreden en er drie helden nodig zijn om een zogenoemde Totem te vormen. Link voldoet perfect aan de eisen en gaat samen met twee anderen naar Drablands om The Lady op te sporen en te verslaan, waarna de vloek op de prinses wordt opgeheven.